# Worcestershire
Worcestershire là một hạt thành thị của Anh. Hạt có diện tích  km², dân số người. 
Worcestershire được thành lập trong thời cổ, nằm ở khu vực West Midlands của Anh. Đối với mục đích của Eurostat nó là một NUTS khu vực 3 (mã UKG12) và là một trong ba hạt bao gồm khu vực 2 NUTS "Herefordshire, Worcestershire và Warwickshire". Năm 1974, nó được sáp nhập với các hạt lân cận của Herefordshire để hình thành các hạt Hereford và Worcester, nhưng lại được chia ra vào năm 1998, thành lập lại Worcestershire một lần nữa như một thực thể độc lập. Sau cải cách năm 1998, đỉnh đồi Malvern hình thức biên giới Đông-Tây giữa hai nước, với ngoại lệ của giáo xứ Tây Malvern, Worcestershire.
Quận giáp giới với Herefordshire, Shropshire, Staffordshire, West Midlands, Warwickshire, và Gloucestershire. Về phía tây, quận giáp đồi Malvern, và thị trấn spa của Malvern. Phần phía nam của quận hạt được bao bọc bởi Gloucestershire và cạnh phía bắc của các Cotswolds, và phía đông là Warwickshire. Có hai con sông lớn chảy qua các quận, Severn và Avon.
Thành phố nhà thờ chính tòa của hạt là Worcester là khu định cư và hành chính lớn nhất và là thủ phủ hạt, trong đó bao gồm các khu định cư chính của Bromsgrove, Stourport-on-Severn, Droitwich, Evesham, Kidderminster, Malvern, và thị trấn lớn nhất, Redditch, và một số lượng nhỏ hơn thị trấn như Pershore, Tenbury Wells, và Upton khi Severn. Phần phía bắc của quận bao gồm sự khởi đầu của sự mở rộng đô thị lớn tích tụ công nghiệp West Midlands, trong khi phần còn lại và phía nam của quận phần lớn là khu vực nông thôn.